# 浜松市立積志小学校
浜松市立積志小学校（はままつしりつ せきししょうがっこう）は、静岡県浜松市中央区に位置する公立小学校。

## 概要
- 児童数823名（令和6年度）[1]
- 通級指導教室が設置されている[2]。
（通級区域：積志小、有玉小、中郡小、大瀬小、笠井小、豊西小、豊岡小）

## 武生東小学校との交流
- 昭和36年（1961年）11月23日、福井県越前市立武生東小学校の3年生が手紙を添えて飛ばした風船を、約200キロ離れた静岡県浜松市立積志小学校の4年生の男子児童が偶然拾った[3]。これをきっかけに、両校の児童の間で文通が始まった。 翌年8月には、武生東小学校の4年生以上の児童の代表が積志小学校を訪問し、さらにその翌年には、積志小学校の児童が武生東小学校を訪問した。これを契機に、両校の児童による交流が毎年行われるようになった。  現在では、毎年5年生が交歓会を実施しており、6月に武生東小学校の児童が積志小学校を訪問し、10月には積志小学校の児童が武生東小学校を訪問する形で交流を続けている。この交流は60年以上にわたり継続している。[4][5][6]。

## 通学区域
- 有玉北町（町田自治会を除く。）・大瀬町（下大瀬西）・積志町（橋爪西の東を除く。）・西ケ崎町（沖）・半田町・半田山一丁目（医大宿舎自治会を除く。）・半田山三丁目・半田山四丁目・半田山五丁目・半田山六丁目[7]

## 進学先中学校
- 浜松市立積志中学校

## 関連事項
- 静岡県小学校一覧